# John B. Haviland
Professor John Beard Haviland är en antropologisk lingvist, eller lingvistisk antropolog, från Förenta staterna. Hans viktigare forskningsområden är mayaspråket tzotzil i  Chiapas, Mexiko, och det pamanska språket guugu yimithirr på Kap Yorkhalvön.